# Православний собор (Тімішоара)
Православний собор (рум. Catedrala Ortodoxă), також відомий як Кафедральний собор (рум. Catedrala Mitropolitană) — румунська православна церква в місті Тімішоара. Собор є резиденцією архієпископства Тімішоари та Банатської митрополії. Він присвячений Трьом Святителям: Василію Великому, Григорію Богослову та Івану Золотоусту.
Збудований на площі 1542 м², має 11 веж, центральна з яких має висоту 90,5 м, що робить його другою за висотою церквою в Румунії після Собору спасіння нації в Бухаресті. Собор занесено до Національного реєстру історичних пам'яток Румунії.

## Історія
Історія собору тісно пов'язана з 1919 роком, коли 28 липня Банат був об'єднаний з Румунією. Нова румунська адміністрація вжила низку заходів для заохочення православ'я, яким нехтувала попередня австро-угорська адміністрація, що була прихильною лише до католицької релігії. Таким чином, було створено єпископат Тімішоари, яке у 1939 році було підвищено до рангу архієпископства, а у 1947 році було засновано Банатську митрополію.
Існувала очевидна потреба в будівництві нового місця богослужіння, відповідного православній громаді Тімішоари та румунського Баната. З ініціативи парафії Тімішоари (історичного центру Тімішоари) було створено фонд для будівництва нової церкви та звернуто увагу парафіян із закликом до пожертв. У 1936 році всі передумови для початку будівництва вже існували. Фінансовий фонд на будівництво вже був зібраний, хоча загальна необхідна сума була дуже великою на той час. Необхідну землю, розташовану на перехресті найважливіших артерій міста, передала мерія, а проект церкви з 1934 року було доручено архітектору Іону Траянеску. Проєкт передбачав будівлю місткістю 5000 осіб. Міська рада надала всю цеглу безкоштовно, а Решицький сталеливарний завод зробив 30 % знижку на закупівельну ціну 330 тонн заліза.
Фактичне будівництво розпочалося 16 березня 1936 року. 20 грудня того ж року відбулася урочиста служба, на якій було закладено наріжний камінь майбутнього собору (який освятив єпископ Андрій Маг'єру з міста Арад). Виконання будівельних робіт було здійснено компанією Тіберіу Еремії з Бухареста. Церковні дзвони та хрести були освячені 23 серпня 1938 року. Остаточне прийняття будівельних робіт відбулося 9 липня 1940 року, а парафіяльна рада схвалила це прийняття 24 липня. Собор було урочисто відкрито 6 жовтня 1946 року в присутності короля Міхая I, прем'єр-міністра Петру Грози, патріарха Никодима Мунтяну, єпископа Тімішоар Васіле Лазареску, митрополита Трансільванії Ніколає Балан та представників інших культів на чолі з римо-католицьким єпископом Августином Пачею та греко-католицьким єпископом Йоном Беланом. Під час Другої світової війни, після того, як Румунія повернула свою зброю проти Німеччини, німецька авіація бомбардувала Тімішоару (30–31 жовтня 1944 року). На собор впало шість бомб, але вибухнула лише одна з них, завдавши значної, але обмеженої шкоди. Внутрішнє та зовнішнє розписування було завершено лише у 1956 році через Другу світову війну та складний період, що послідував за нею.

## Архітектура

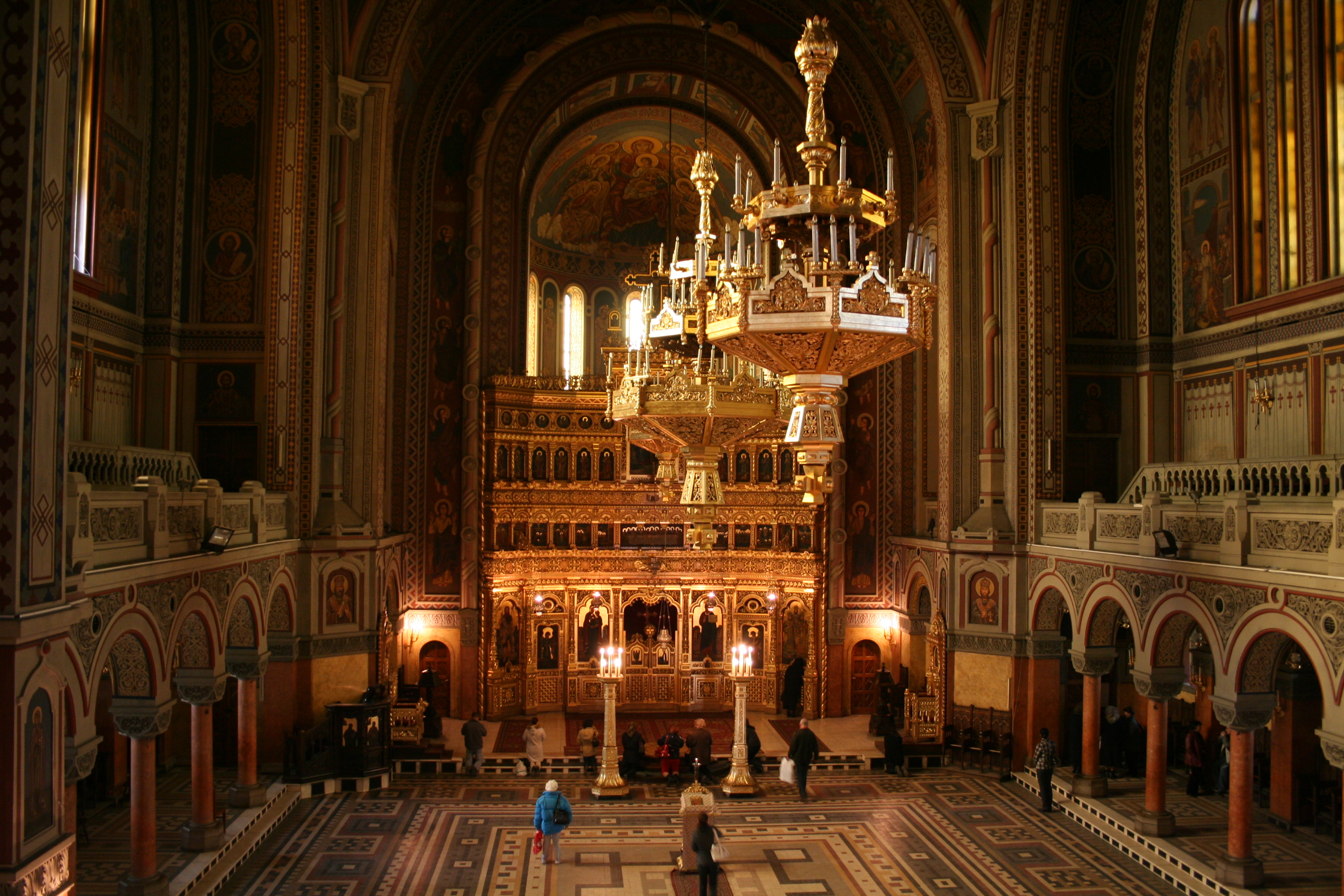
Інтер'єр собору

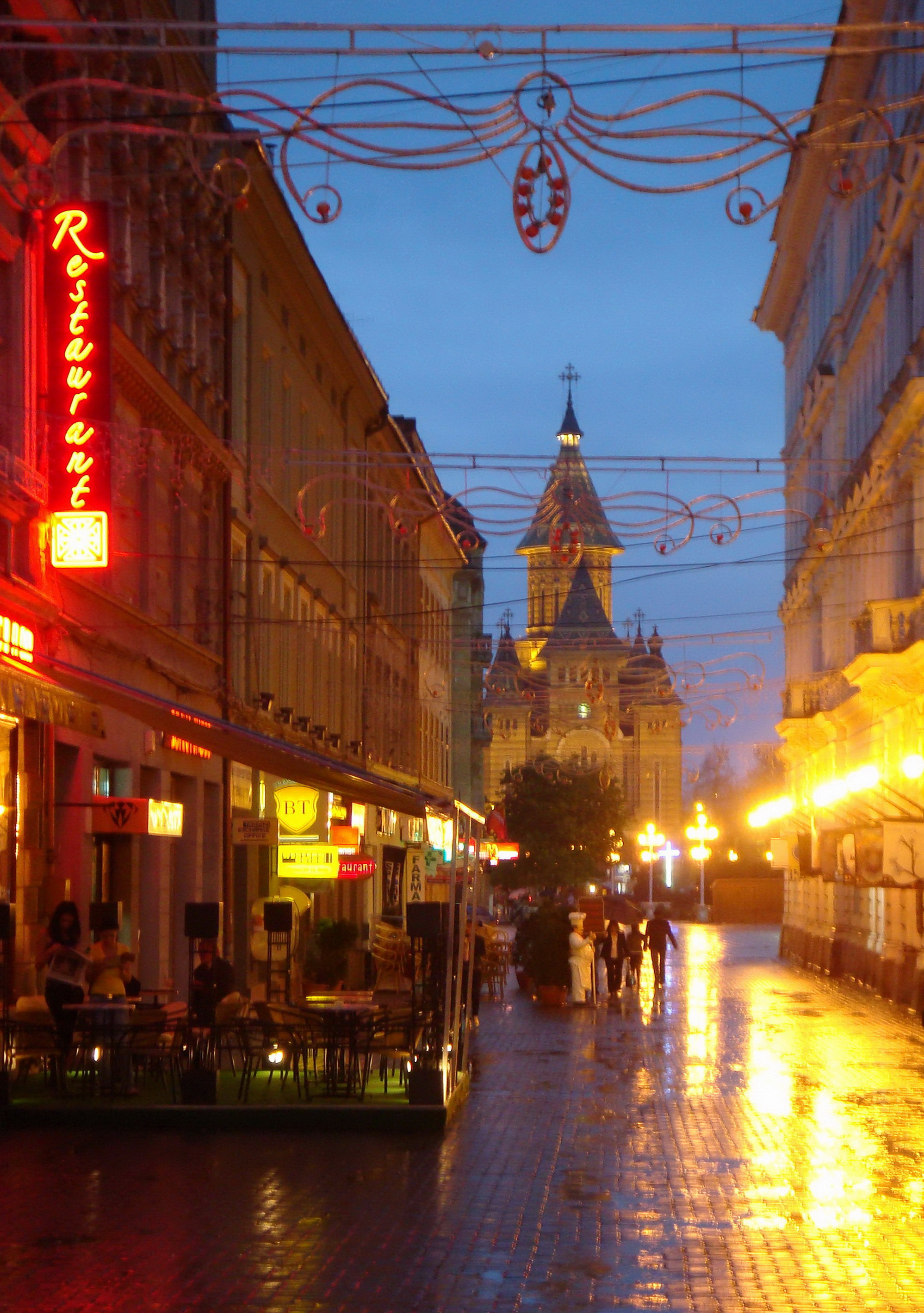
Собор вночі

Стиль будівлі — неомолдавський, заснований на елементах румунської православної, пізнього Відродження, османської та візантійської архітектури, таких як ніші під карнизом, ребристе зірчасте склепіння в інтер'єрі та лаковані диски різних кольорів. Такі елементи можна знайти у старих монастирях Козія та Пріслоп, типових для XIV століття. Церква є щасливою «головою перспективи» площі Перемоги перед нею. Стиль будівлі не зовсім відрізняється від архітектури площі 1900-х років, що також характеризується рясною архітектурною грою дахів.
Маючи 63 метри завдовжки та 32 метри завширшки, собор завдячує своєю монументальністю висоті середнього купола — купола Пантократора (Всевишнього). Середній купол, висотою 52 метри всередині та 83 метри зовні, увінчаний 7-метровим хрестом і підтримується 10 декоративними ланцюгами та золотими пряжками. У певний момент будівля була третьою за висотою в країні після Будинку вільної преси (Сквантеї) (104 м) та Народного дому (84 м), обидва розташовані в Бухаресті. Через болотисту місцевість собор стоїть на бетонній плиті, що підтримується 1186 залізобетонними колонами, забитими в глибину 20 м. Площа забудови становить 1542 м², тоді як загальний об'єм будівництва — близько 50 000 м³. Сім дзвонів, відлитих у майстерні Антона Новотного, мають загальну вагу 7000 кг та були виготовлені зі сплаву металів, привезених з Індонезії (Суматри та Борнео). Їх гармонізацію виконав композитор Сабін Драгой. Внутрішній та зовнішній розпис виконала група художників під керівництвом художника Анастасія Дем'яна. Іконостас був вирізьблений та позолочений 22-каратним золотом майстром Штефаном Гайо, який також виготовив три панікадила, два свічники та Гріб Господній (розташований у передній частині храму).
План собору типовий для Візантії, у формі хреста, інтер'єр поділений на притвор, портик, целлу та вівтар. По обидва боки від портика розташовані бічні галереї. Над тентом, у напрямку до портика, розташований балкон хору, який може вмістити 150 осіб. Інтер'єр собору освітлюють 16 вікон в головному куполі та 30 бічних вікон. Зовнішні стіни церкви облицьовані червоною та жовто-помаранчевою цеглою, а також мають глазуровані диски та розписані ніші. Посередині фасаду знаходиться мозаїчна ікона покровителів собору — Трьох Святителів. Марія Лауренція Мінулеску, дочка поета Йона Мінулеску, виконала цю мозаїку площею 5,25 квадратних метрів. Вежі покриті глазурованою плиткою, виготовленою в Жимболії, яка містить кольори національного прапора (червоний, жовтий, синій) на зеленому фоні. На вершині веж розташовані шість хрестів, три митри та шість «голов» хрестів. Хрести були виготовлені компанією Якоба Шваба з Тімішоари. Відкритий коридор собору підтримується шістьма великими мармуровими колонами, кожна з яких розміщена на квадратному постаменті. Вхід до церкви здійснюється через троє масивних дверей у двох стулках, різьблених як зовні, так і всередині. Також з боків є вхідні двері, також різьблені. Вхідні двері, ряди стільців та всі меблі вздовж боків целли та портика є роботами скульптора Траяна Новаца. Внутрішнє оздоблення (пілястри, капітелі, фризи, перила, рами, вітражі тощо) було виконано компанією Іоана Крістеску з Бухареста. Підлога церкви, викладена мозаїчною плиткою, поєднує стиль та колір банатських килимів, виконаних за ескізами художника Катула Богдан .

## Музейні виставки
У соборі зберігаються мощі Йосипа Нового, якого вважають захисником румунської православної церкви в Банаті, колишнього православного єпископа Тімішоари (1651—1655), який приїхав з гори Афон, а потім відступив до монастиря Партош. 25 лютого 1950 року Священний Синод Румунської православної церкви ухвалив канонізувати Йосипа Нового, а також перенести його мощі з церкви монастиря Партош до кафедрального собору Тімішоари.
У підвалі собору знаходиться колекція релігійного мистецтва Банатської митрополії. Ця колекція, організована з ініціативи Ніколае Корняну з 1962 року, включає предмети стародавнього релігійного мистецтва з усього Баната. Колекція наразі містить понад 3000 рідкісних томів церковних книг, понад 800 релігійних ікон та картин і понад 130 церковних предметів (артефакти з дорогоцінних металів, одяг та прикраси). Також є колекція ранніх творів румунською мовою. Приклади включають Noul Testament de la Bălgrad («Новий заповіт Белграда») 1648 року та Cazania lui Varlaam («Гоміліарій Варлаама») 1643 року. Збоку від вівтаря, у підвалі, розташований некрополь митрополитів Баната. Першим митрополитом, похованим тут, був Васіле Лазареску (митрополит у 1947—1961 роках).